# Grade Point Average
Der Grade Point Average (GPA) ist eine vor allem im US-Bildungswesen verwendete Zahl, die etwa einem Notendurchschnitt entspricht. Dieser ist nach US-amerikanischen Notensystemen orientiert, wobei jeder einzelnen Note ein Punktwert zugeordnet und aus diesen Punktwerten ein gewichtetes arithmetisches Mittel, der Grade Point Average, berechnet wird.
Häufig wird folgende Zuordnung verwendet:
| Note                       | ..4 | ..5 |
| -------------------------- | --- | --- |
| A                          | 4   | 5   |
| B                          | 3   | 4   |
| C                          | 2   | 3   |
| D                          | 1   | 1   |
| F                          | 0   | 0   |
| F- oder G (wenn verwendet) | -1  |     |

Die Zuordnung, wonach der beste Grade Point Average 5.0 sein kann, wurde von einigen High Schools eingeführt, um die Noten ihrer Absolventen „optisch aufzubessern“. Die andere Zuordnung, wonach der beste Grade Point Average 4.0 sein kann, ist jedoch älter und dominant.
Es werden häufig bei Anforderung an den Grade Point Average Werte für beide Berechnungssysteme angegeben. Die Anforderung „GPA ≥ 3.0/4.0“ bedeutet also nicht, dass der Grade Point Average größer als ¾ sein soll, sondern dass er maximal einen Punktwert unter dem maximal möglichen Grade Point Average liegen darf.